# Хацуне Мику
Хацуне Мику (японски: 初音ミク) е японска виртуална певица, издадена от Crypton Future Media на 31 август 2007 г. Нейният глас е синтезиран с помощта на софтуера Vocaloid, разработен от Yamaha Corporation, който използва технология за семплиране на истински човешки глас.